# Osem (empresa)
Osem Investments Limited es una empresa privada israelí que pertenece a la multinacional suiza Nestlé. Junto con sus empresas filiales, desarrolla, fabrica, vende, comercializa, y distribuye productos alimenticios en Israel, Europa, y Estados Unidos. Es conocida en Israel como Osem-Nestlé.
El departamento de alimentación de la compañía produce pasta, sopa, productos horneados, salsas, shkedei marak, productos enlatados, platos preparados, sucedáneos de la carne, y ensaladas.
El departamento de panadería, bebidas, snacks y cereales para el desayuno produce: productos de panadería, crackers, pasteles, galletas, café instantáneo, cápsulas de café, jarabe para bebidas, chocolate caliente, cereales para el desayuno, barritas de cereales y snacks con: trigo, cacahuete, patata, y maíz.
El departamento internacional de la compañía fabrica productos alimenticios congelados y refrigerados, entre ellos las ensaladas de la marca Tribe. El departamento de alimentos infantiles produce productos de nutrición infantil, cereales para bebés, puré, galletas, y pasta para niños. El departamento de regalos de la compañía fabrica productos que se venden en lugares cómo: hoteles, cafeterías, restaurantes, empresas de cáterin, y en comercios. El departamento de servicios produce té, helados, comida para mascotas y otros productos. La compañía fue fundada en 1942, y su sede central se encuentra en Shoham, Israel.
Osem Investments Limited funcionó desde 1995 como una empresa filial de Nestlé, que en 2016 poseía ya 63,7 % de Osem. Desde aquel año, Nestlé se hizo con todas las acciones y pasó a ser propietaria del 100 % de la empresa. Como resultado de la fusión, Osem dejó de cotizar en el mercado de valores de Tel Aviv.